# Ручка Анатолій Олександрович
Ручка Анатолій Олександрович (1940, Темрюк) — доктор філософських наук, професор, лауреат премії НАН України ім. М.С. Грушевського, академік Української Академії політичних наук, почесний доктор Міжнародної Кадрової Академії, почесний член Соціологічної асоціації України.

## Життєпис
У 1967 році закінчив філософський факультет КНУ імені Тараса Шевченка. 
У 1970 році закінчив аспірантуру Інституту філософії Академії наук УРСР та захистив кандидатську дисертацію на тему: "Соціологічні аспекти соціальної норми".
У 1989 році захистив докторську дисертація за фахом “прикладна соціологія”.
З 2010 року почесний член Соціологічної асоціації України.

## Наукові напрямки
Історія і теорія соціології, соціологія культури, соціокультурний аналіз, ціннісна проблематика, соціологія демократії, медіа-дослідження

#### в Google-Академія
- Науковий профіль в Google-Академія з публікаціями вченого [Архівовано 15 березня 2018 у Wayback Machine.]

| Володимир Вернадський | Це незавершена стаття про українського науковця. Ви можете допомогти проєкту, виправивши або дописавши її. |